# Wołchowo (przystanek kolejowy)
Wołchowo (ros. Волхово) – przystanek kolejowy w miejscowości Wołchowo, w rejonie czudowskim, w obwodzie nowogrodzkim, w Rosji. Położony jest na linii Petersburg – Moskwa.